# Asteroporpa indica
Asteroporpa indica is een slangster uit de familie Gorgonocephalidae.
De wetenschappelijke naam van de soort werd in 1980 gepubliceerd door Alan N. Baker.